# Patria Igualdad y Democracia
Patria Igualdad y Democracia es un partido político costarricense. Fue fundado el 8 de diciembre de 2012 por Hugo Navas, exsecretario general y miembro fundador del Partido Accesibilidad Sin Exclusión (PASE) después de ser expulsado del partido por la Asamblea Nacional del mismo tras emitir severas denuncias contra el presidente y principal líder de la agrupación, Óscar Andrés López Arias. Al igual que el PASE, el PID aseguraba buscar luchar por los derechos de las personas con discapacidad y adultos mayores. El partido no logró inscribirse a escala nacional, pero consiguió inscribirse a escala provincial en San José y Puntarenas, nombrando candidatos a diputados con Navas en el primer lugar por San José, obteniendo 1,376 votos en Puntarenas y 1,088 en San José. Navas estaba cuestionado por haber sido condenado por sobornar a juez de la República. Destacó en las elecciones de 2018 por postular al destacado escritor José León Sánchez para candidato a diputado.

## Elecciones legislativas
|  | 0.12 % |

|  | 0.09 % |